# Dysdera monterossoi
Dysdera monterossoi là một loài nhện trong họ Dysderidae.
Loài này thuộc chi Dysdera. Dysdera monterossoi được miêu tả năm 1964 bởi Alicata.